# 唐山站
唐山站位于中华人民共和国河北省唐山市路北区，旧称唐山西站，建于1994年，1996年改为现名。经过铁路有津山铁路、津秦高速铁路和京唐城际铁路，现办理客货运业务，车站及其上下行区间均已电气化。目前客运办理旅客乘降、行包托运，货运办理整车零担货物发到、整车货物承运前保管、集装箱业务。车站距离南仓站130公里，隶属于中国铁路北京局集团有限公司，是直属一等站。
2013年11月26日，唐山站启用总投资约14.6亿元的新站房。新站房占地面积59300平方米，是原来的近六倍（9600多平方米）。

## 历史沿革

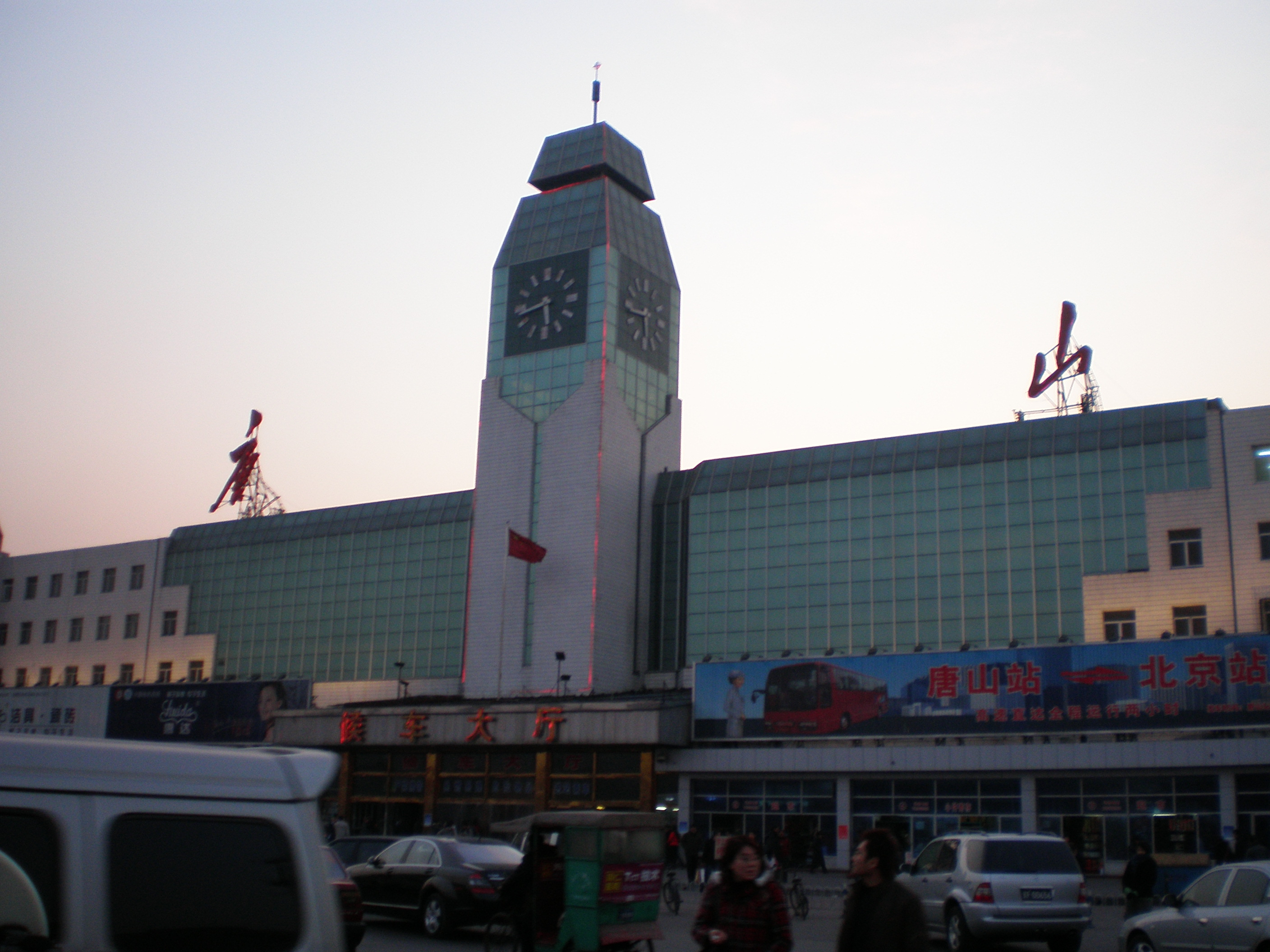
1994年启用的唐山站站房

1994年启用的唐山站2站台

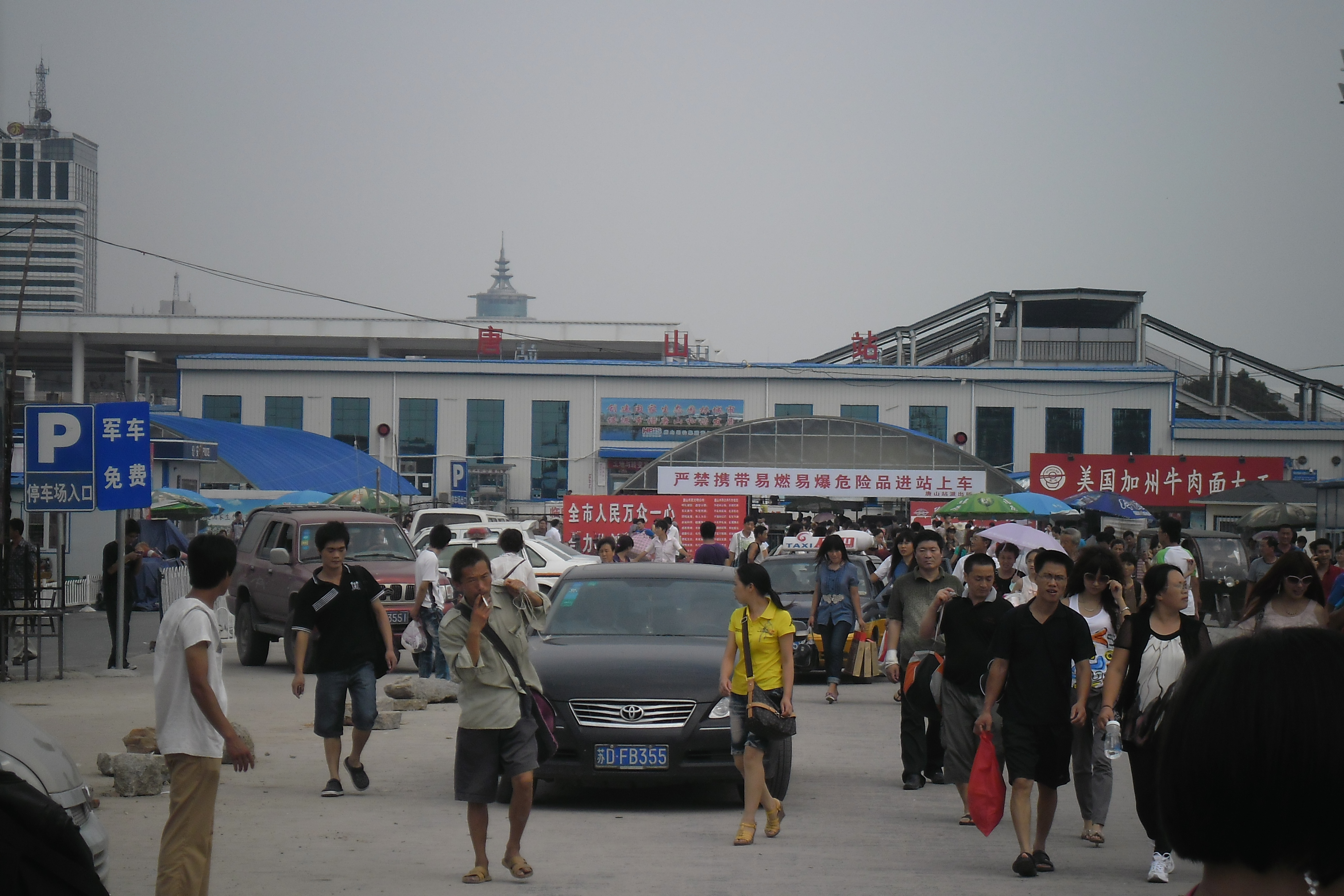
2011年至2013年唐山站站房改造时使用的临时站房

- 1993年3月17日，因京山铁路压煤改线，位于唐山西郊的唐山西站开建，1994年11月1日正式开业。1996年6月26日，原1882年初启用的唐山站停办客运业务并更名为唐山南站[5]，现为七滦铁路的一个中间站；新建的唐山西站则更名为唐山站。
- 2010年4月，唐山站实施整体改造。2011年4月19日，唐山站临时站房启用。
- 2013年11月26日，唐山站新站房正式启用。[6]
- 2015年11月6日，由京哈铁路唐山北站引出、经杨家口至唐山站的唐山北联络线开通，唐山站开通直通北京站且不经天津的动车组列车。[7]
- 2016年4月20日，唐山站西广场正式投入使用，东广场只允许公交车和客运接驳车驶入，出租车和社会车辆统一由西广场进入。[8]
- 2018年10月17日，位于唐山站西广场北侧的唐山西综合客运枢纽开工。[9]2019年4月10日，唐山西综合客运枢纽公交站启用，18条公交线路调整至唐山站西广场枢纽站始发。[10]
- 2019年5月6日，唐山站东广场开始全封闭施工改造，旅客购票、进站、出站等各项业务全部转移至西广场[11][12]。5月8日起，唐山汽车客运西站至火车站西广场开通免费接驳车[13]。
- 2022年2月16日，为配合京唐城际铁路引入唐山站工程，唐山站普速/城际场启动站场改造工程。工程将津山铁路下行正线由XV（15）道调整为XIII（13）道，在原有14-16道位置新建京唐城际场，规模为2台3线，同时对站台进行部分改造[14]。
- 2022年12月30日，京唐城际铁路通州至唐山段建成通车，唐山站京唐城际场投入使用，并首次开行往返北京的高速动车组列车。

## 车站结构

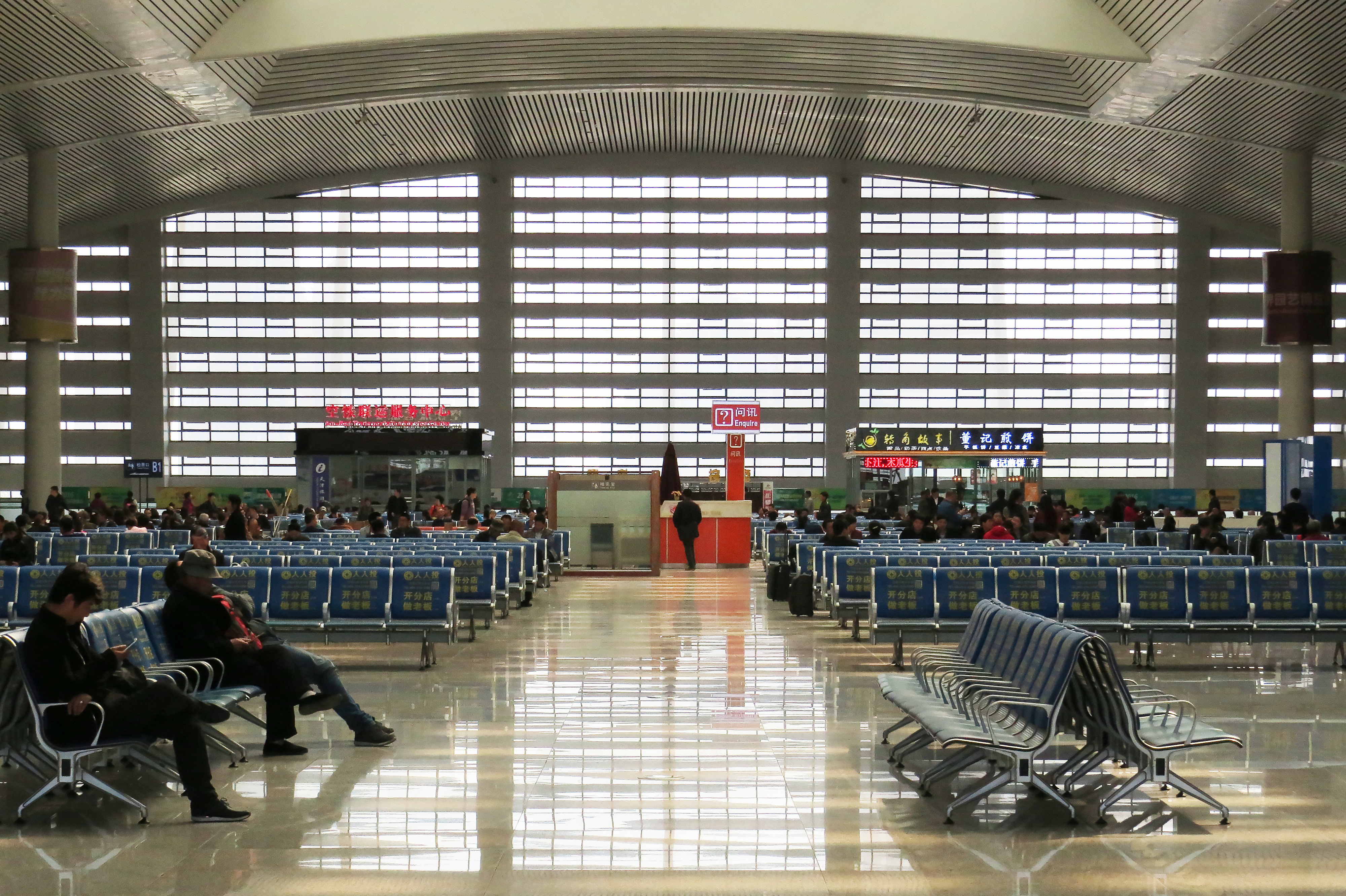
候车大厅

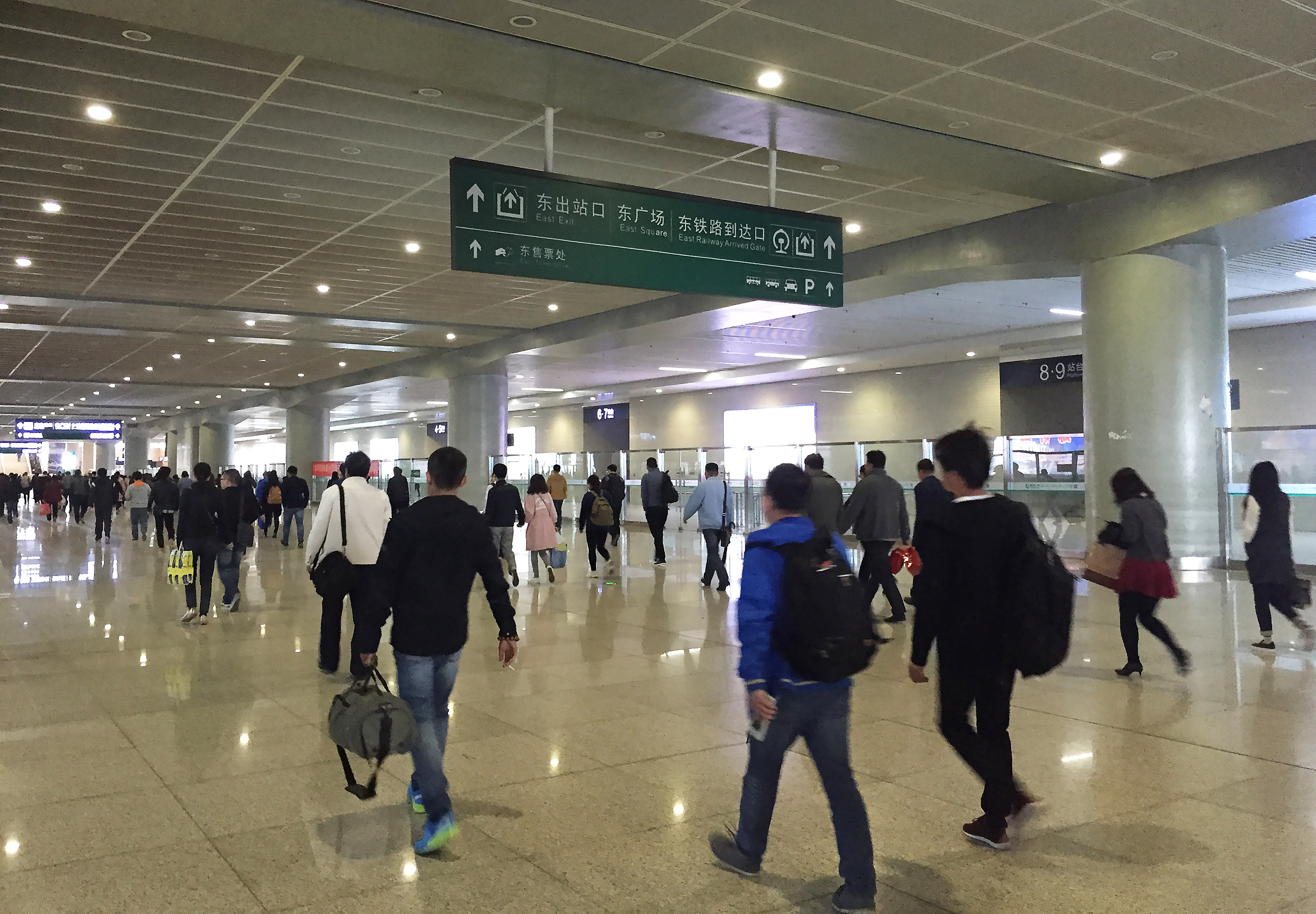
出站通道

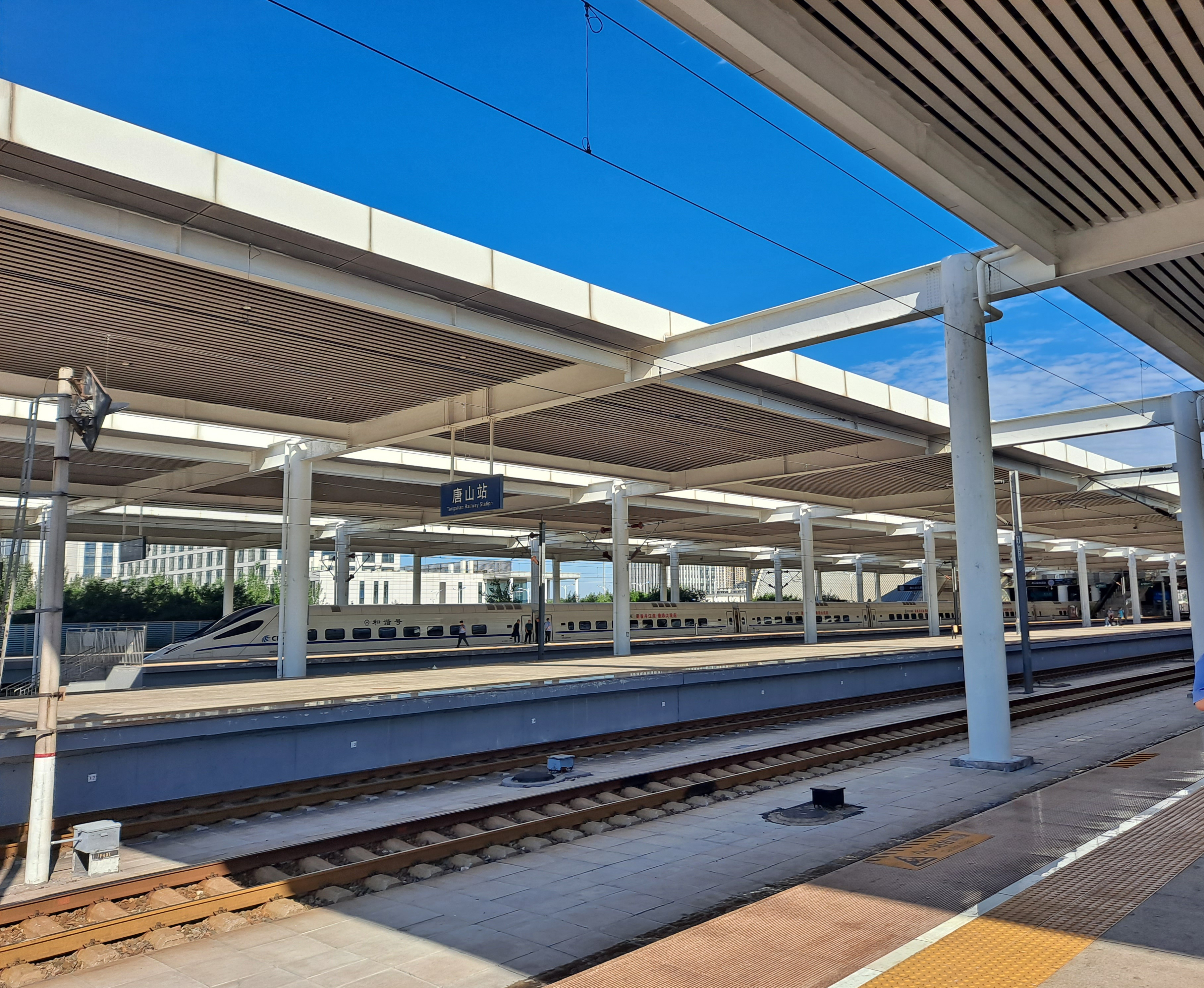
车站高速场

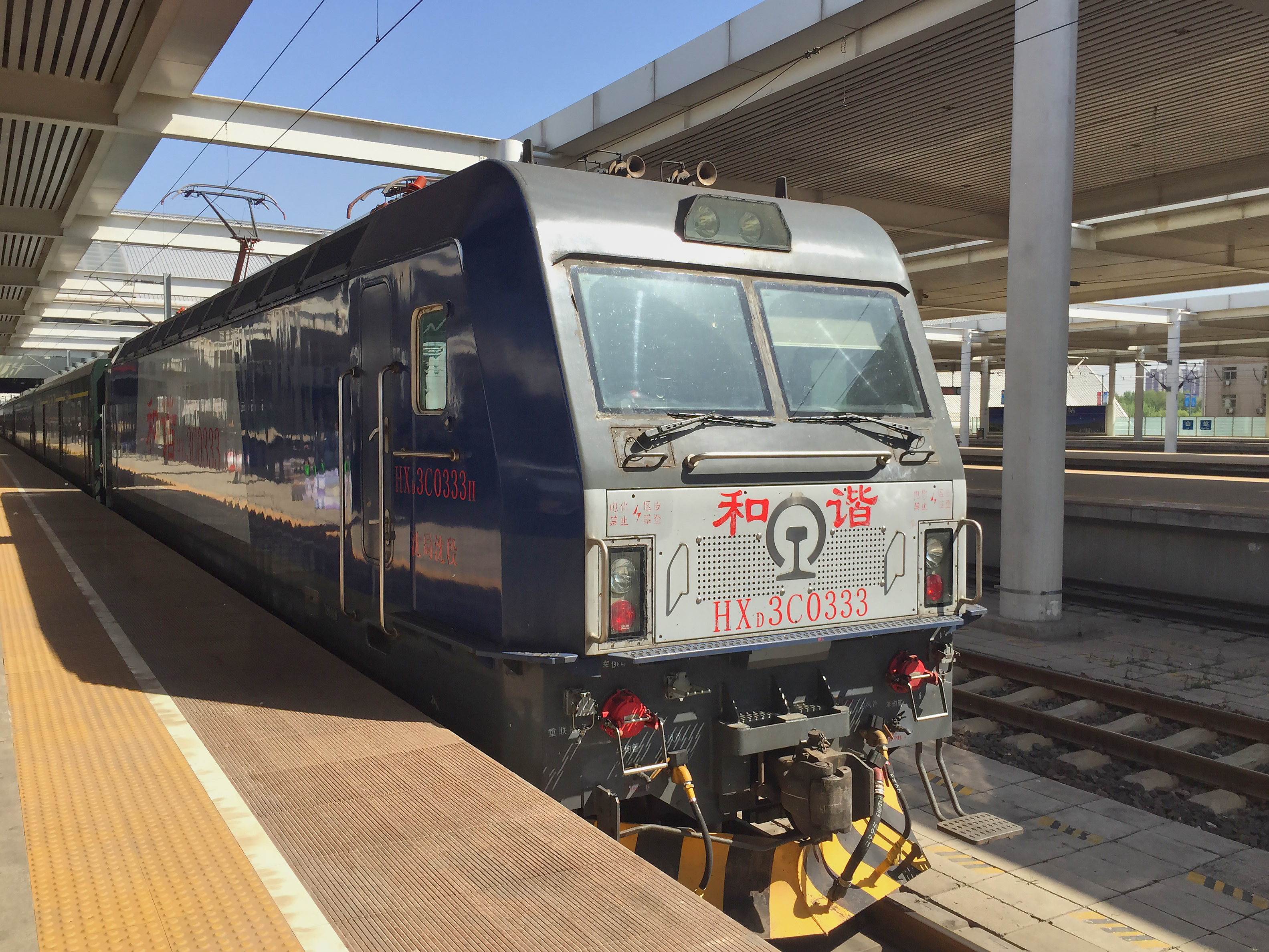
长春至宁波的K78次列车进入唐山站8站台

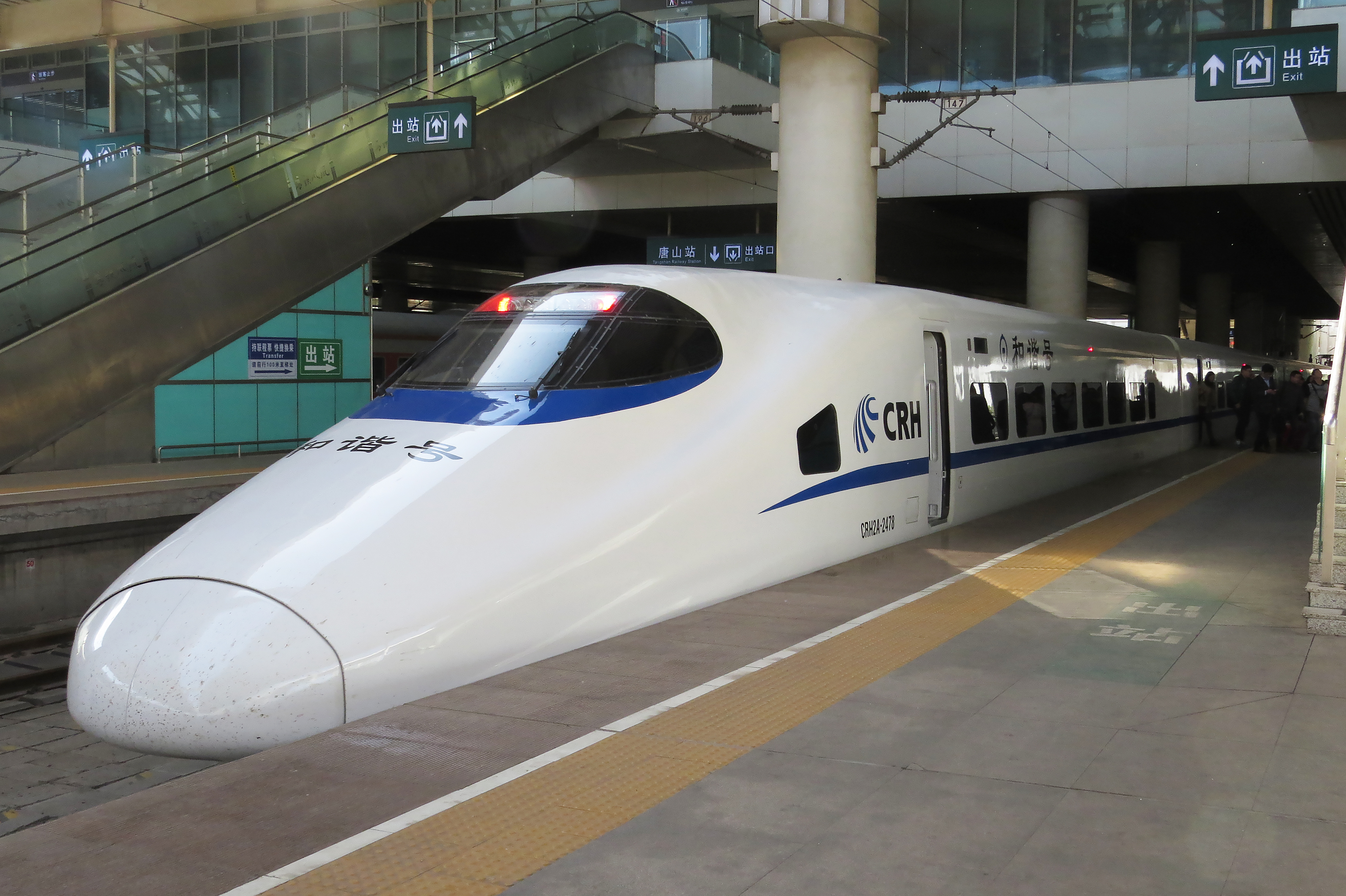
北京至唐山的D6614次列车停靠在唐山站10站台

### 站房
车站候车厅分为3部分，总面积10866平方米，分别是东进候车区、西进候车区及高架候车区。共设有2个售票厅，面积1121.8平方米；设有12个售票窗口，4个实名制验证通道；候车面积1.09万平方米，设有14个检票口、42个自动扶梯以及6个自动直梯，另有18台出站闸机。
| 地上四层 | 高架候車室   | 服务区                                               |
| 地上三层 | 高架候車室   | 候車室、办公区、服务区                               |
| 地上二层 | 中央进站大厅 | 东广场进站厅、售票处、东进候车区、西进候车区、服务区 |
| 地上二层 | 站台         |                                                      |
| 地面     | 交通层       | 出站地道出口、公共区、出租车、停车库、公交枢纽站     |
| 地下一层 |              | 出站地道                                             |

### 站线布置
唐山站站场规模为7站台12台面16线，其中西侧为京唐城际场，规模为3站台面3线；东侧为津秦客专场，规模为5台面7线；京唐城际场与津秦客专场之间为津山普速场，规模为4台面6线。
| 西↑  |      |                                              |  |
|      | 侧式 |                                              |  |
| ⅩⅥ道 | 12   | 正线 上行城际场（→京唐城际铁路唐山西站方向） |  |
| 15道 | 11   | 到发线 城际场（京唐城际铁路到发站台）        |  |
|      | 岛式 |                                              |  |
| ⅩⅣ道 | 10   | 正线 下行城际场（←京唐城际铁路终到站台）     |  |
| ⅩⅢ道 | 无   | 正线 下行（→津山铁路山海关方向）             |  |
| 12道 | 9    | 到发线 普速场（津山铁路）站台                |  |
|      | 岛式 |                                              |  |
| 11道 | 8    | 到发线 普速场（津山铁路）站台                |  |
| Ⅹ道  | 无   | 正线 上行（←津山铁路南仓方向）               |  |
| 9道  | 7    | 到发线 普速场（津山铁路）站台                |  |
|      | 岛式 |                                              |  |
| 8道  | 6    | 到发线 普速场（津山铁路）站台                |  |
| 7道  | 5    | 到发线 高速场（津秦客运专线）站台            |  |
|      | 岛式 |                                              |  |
| 6道  | 4    | 到发线 高速场（津秦客运专线）站台            |  |
| Ⅴ道  | 无   | 正线 下行（→津秦客运专线秦皇岛方向）         |  |
| Ⅳ道  | 无   | 正线 上行（←津秦客运专线天津方向）           |  |
| 3道  | 3    | 到发线 高速场（津秦客运专线）站台            |  |
|      | 岛式 |                                              |  |
| 2道  | 2    | 到发线 高速场（津秦客运专线）站台            |  |
| 1道  | 1    | 到发线 高速场（津秦客运专线）站台            |  |
|      | 侧式 |                                              |  |
| 东↓  |      |                                              |  |

## 下辖车站
唐山站为北京局集团下辖的直属车站，为配合车站站改及津秦高速铁路通车于2013年8月19日由原唐山车站（现唐山南直属站）分离成立。车站行政机构设办公室、安全技术科、客运质量监督科、劳动人事科、计划财务科、职工教育科、设备科、综治内保科，辅助生产机构设安全生产调度指挥中心；党群组织设党群办公室、融媒体工作室，下设客运车间、运转车间、信息化车间、设备检修车间4个管辖车间；管辖滨海西站、滨海北站、滦河站三个中间站。
京唐城际铁路通车后，北京局集团将大厂站、香河站、宝坻站、玉田南站及唐山西站五座车站划归唐山站领导，燕郊站则继续由唐山车务段领导。